# Los Planetas
Los Planetas é um grupo musical indie, originário da cidade de Granada, que começa a desenvolver as suas atividades a partir da segunda metade da década de 1990. A banda recorre à influência de grupos musicais estadunidenses como os Mercury Rev, também dos britânicos Spacemen 3 e Joy Division, além da música tradicional andaluza, o flamenco.

## História

### Princípios (1990 - 1993)
Juan Rodríguez (apelidado de Jota ou simplesmente “J”), estudante de sociologia na Universidade de Granada e Florent Muñoz, estudante de direito conhecem-se no início dos anos 90, descobrindo as suas afinidades musicais. Decidem formar um grupo, Los Subterráneos, nas funções de voz (Jota) e guitarra (Florent), unindo-se a May Oliver ao baixo e mais tarde Paco Rodríguez à bateria.
Existem duas versões para a origem do nome da banda, por um lado pode ser uma homenagem ao grupo novaiorquino The Velvet Underground, por outro pode ser uma referência ao livro Os Subterrâneos, de Jack Kerouac.
Los Subterráneos gravam várias maquetas, destacando a que foi produzida em abril de 1992 que inclui as canções "Mi Hermana Pequeña", "El Centro del Cérebro", "La Caja del Diablo" e "Espiral", registrada com um novo baterista, Carlos Salmerón.
Nessa altura, estava em atividade o grupo Christina y Los Subterráneos, o que induz J e os seus companheiros a mudar o nome da banda para Los Planetas, alcunha que já usariam para participar de vários concursos musicais e nas apresentações em programas radiofônicos dedicados à música independente espanhola, como Discogrande.
Daquela maqueta, "Mi Hermana Pequeña" (melhor canção nacional do ano de 1992 para os programas de rádios Rockdelux e Discogrande) e "Pegado a Ti" foram incluídas no seu primeiro  EP Medusa publicado pelo selo independente Elefant Records em 1993 e produzido pelos seus conterrâneos Antonio Arias e Miguel A. Rodfríguez. No ano 1996 a Elefant Records editaria Medusa em CD.

### Super 8 (1994)
O auge da música indie espanhola daquela época atrai muitas multinacionais a contratar grupos da referida cena musical, a BMG será a grande gravadora atuante neste aspecto, dessa forma, a sua subsidiária RCA fecha contrato com alguns grupos, entre eles Los Planetas.
Produzido por Fino Oyonarte, Super 8 (1994, RCA BMG) reúne algumas das canções gravadas nas primeiras maquetas, com temas como “De Viaje”, o primeiro single “Brigitte”, a homenagem a Ian Curtis “Desorden”, a obscura (e já conhecida) “La Caja del Diablo” e o hit nomeado “Qué Puedo Hacer”. O trabalho foi lançado em 14 de junho de 1994, nos formatos vinil, cassete e CD.
O desenho da capa e do encarte do CD foi feito por Javier Aramburu, que seria responsável pela arte das obras do grupo até 2005. “Nuevas Sensaciones”, faixa descartada de Super 8, seria lançada como tema principal de um EP homônimo publicado em 1995 com uma nova canção ("La Casa") e uma remixagem de “Desorden” (este EP também seria editado em vinil pelo selo Subterfuge Records acrescentando uma versão alternativa de “De Viaje”). A atual edição em CD do álbum Super 8 inclui as faixas do EP Nuevas Sensaciones.

### Pop (1996)
Para a gravação do segundo disco o grupo recorre ao produtor Kurt Ralske (líder da banda novaiorquina Ultra Vivid Scene). O álbum Pop (1996) editados em CD e cassete pela RCA e em vinil pela gravadora Subterfuge. O disco segue a trilha de Super 8, lançando três singles (“Himno Generacional #83”, “David y Claudia” e “Punk”), que confirmam o grupo como uma dos preferidos pelos seguidores do indie espanhol. O baterista Paco Rodríguez deixa o grupo definitivamente e é substituído por Raúl Santos.

### Una Semana en el Motor de un Autobús (1998)
Gravado em Nova Iorque, mais uma vez com a produção de Kurt Ralske, Una Semana en el motor de un autobús (1998, RCA BMG) é escolhido pela revista Rockdelux o melhor  disco do ano, segundo melhor disco dos anos 90 e 18º melhor disco espanhol do século XX.
Ao longo de uma hora o disco relata uma semana na vida do protagonista do disco, uma semana de desilusão amorosa, festas, euforia, raiva, altos e baixos, etc. Mais uma vez são divulgados três singles do disco (“Segundo Premio”, “Cumpleaños Total” e “La Playa”), faixas que se destacam juntamente com “Montañas de Basura”, “Toxicosmos” e “La Copa de Europa”.
Se afastam do grupo May Oliver e Raúl Santos, sendo substituídos respectivamente pelo escocês Kieran Stephen (futuro componente do grupo Migala e atualmente no grupo Fantasy Bar), Fernando Novi (baixista) e pelo granadino Eric Jiménez (ex Lagartija Nick). Também colaboram com o disco Jesús Izquierdo (teclados) e Banin Fraile (teclados, guitarras e efeitos), este último acabaria fazendo parte da formação estável do grupo.

### Canciones para una Orquesta Química. Singles y Ep 1993 - 1999 (1999)
Dada a quantidade de “lados B” publicados em compactos do grupo em maio de 1999 foi editado o CD duplo Canciones para una Orquesta Química. Singles y Ep 1993 – 1999 (a partir deste disco todas as edições físicas da obra do grupo serão em CD), que inclui todos os singles mencionados até o momento, além dos EPs Medusa, Nuevas Sensaciones e o recém editado ¡Dios Existe! El Rollo Mesiánico de Los Planetas.
Neste mesmo ano, a revista Rockdelux publica La Verdadera Historia, biografia do grupo até o momento, escrita por Jesús Llorente, crítico musical, escritor e responsável pelo selo discográfico Acuarela Discos.

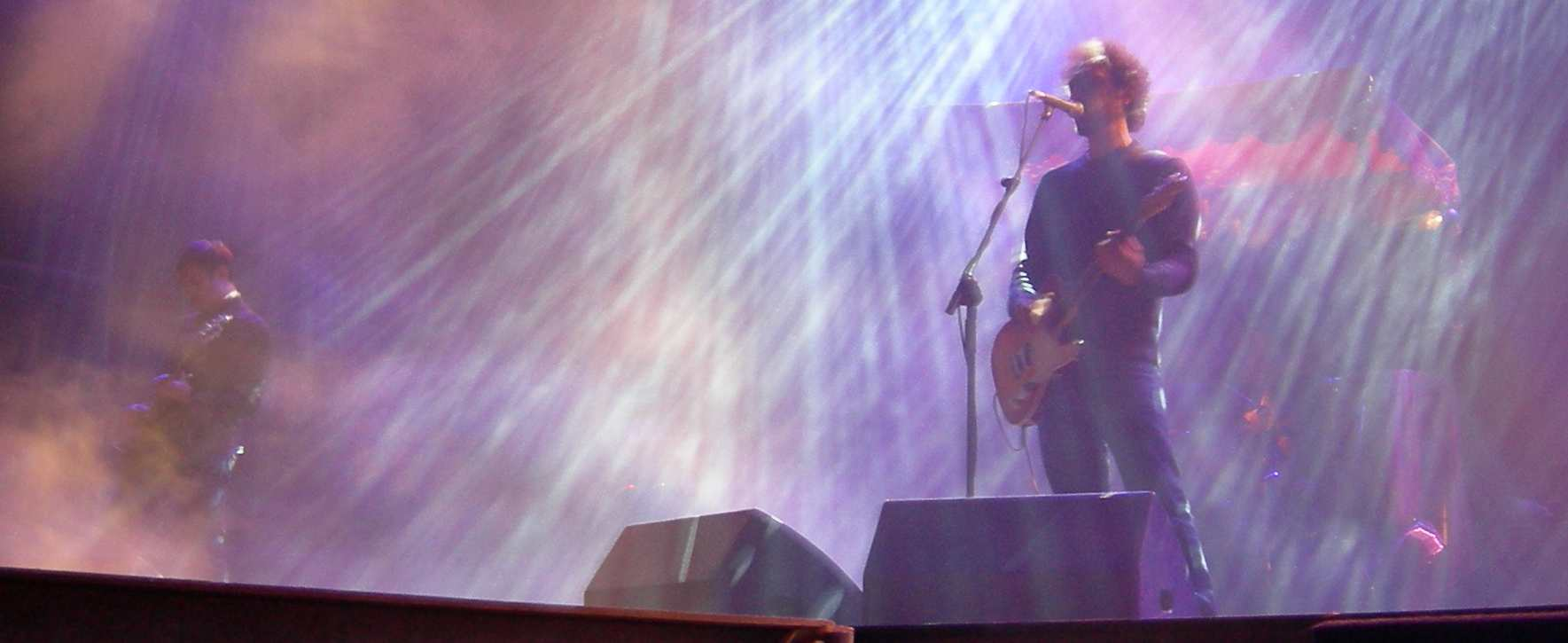
Los Planetas no Festival Sonorama (Espanha), em 2007.

### Unidad de Desplazamiento (2000)
Co-produzido e gravado com Carlos Hernández no estúdio que ele mesmo havia projetado e habilitado em Granada (o Refugio Antiaéreo), Unidad de Desplazamiento (2000) continua na trilha de Una Semana en el motor de un autobús. “Vas a Verme por la Tele” e “Un Buen Día” foram antecipados em formato de single para depois lançarem o álbum, utilizando como música de divulgação para o novo disco as canções “Santos que yo te pinté” e “Maniobra de Evasión”.
A primeira edição do álbum foi apresentada em formato digipak e a segunda em formato convencional (incluindo o videoclipe de “Un Buen Día”). Em dezembro de 2010 é divulgada uma versão da canção “Un Buen Día” interpretada pela banda Pignoise juntamente com cantora Angy.

### Encuentros con Entidades (2002)
O quinto disco de estúdio, Encuentros con Entidades (2002, RCA BMG), é mais uma vez uma co-produção com Carlos Hernández no Refugio Antiaéreo, previu-se a incorporação de um técnico de som americano, da confiança de Hernández, para fazer as mixagens, mas foram pouco aproveitados os dez dias no The Playground Studios (Chicago, Estados Unidos) com Keith Cleversley, por problemas de logística e por pouco convencimento no resultado final.
Finalmente é feita a mixagem pelo próprio Carlos Hernández no Refugio Antiaéreo. Antes da publicação do disco são lançados os singles “Corrientes Circulares en el Tiempo”, “Pesadilla en el Parque de Atracciones”, “El Espíritu de la Navidad” y “El Artista Madridista”.
Todos os singles (em formato digpak) incluem um DVD com um ou dois videoclipes cada um, e posteriormente é lançado um DVD com vídeos de todas as canções do disco e alguns dos clipes promocionais de singles anteriores. Encuentro con Entidades foi editado originalmente em digipak, aparecendo a edição atual em formato convencional. Em 17 de dezembro de 2003 a revista Cáñamo publica Los Planetas se Disuelven que inclui quatro faixas gravadas e mixadas por Carlos Hernández.

### Los Planetas Contra la Ley de la Gravedad (2004)
Outro disco gravado e co-produzido por Carlos Hernández (seria seu último trabalho com a banda devido as diferenças com Jota), Los Planetas Contra la Ley de la Gravedad (2004, RCA BMG) conta com canções como “El Golpe de Gracia”, “Nunca me Entero de Nada” além dos singles “No Ardieras” e “Y Además Es Imposible” (com a participação de Irantzu Valencia), este último alcançou o primeiro lugar nas vendas de singles na Espanha. 
Pela primeira vez um disco de Los Planetas inclui canções publicadas previamente (com exceção das lançadas em singles): “Experimentos com Gaseosa”, nova gravação do ano de uma das faixas do EP Los Planetas se Dissuelven (Cáñamo / 2003 RCA) e “Podría Volver”, a versão do cantor Bambino que já a havia incluído no disco duplo de coletâneas Bambino, Por Ti e Por Nosostros (2004, RCA BMG).
A coletânea, lançada em um box Singles 1993-2004. Todas sus Caras A / Todas sus Caras B (2005 RCA BMG) inclui os 22 singles editados pelo grupo até o momento, apresentados individualizados em encartes de papel. Seria a última colaboração de Javier Aramburu como design de capas para o grupo.

### La Leyenda del Espacio (2007)
Primeiro álbum de inéditas da carreira de Los Planetas publicado em ano ímpar, La Leyenda del Espacio (2007 RCA Sony-BMG) parafraseia La Leyenda del Tiempo, título do primeiro álbum do cantor de flamenco Camarón de la Isla, publicado em 1989. O trabalho foi lançado em formato físico e digital. Várias canções deste disco trazem variações do flamenco adaptadas à estrutura do rock. Neste trabalho destacam-se as faixas como “El Canto del Bute”, “Si Estaba Loco por Ti”, “Reunión en la Cumbre”, “Ya no me Asomo a la Reja”, “Tendrá que Haber un Camino” além do single “Alegrías del Incendio”. O desenho da capa deste disco ficou a cargo de Daniel D’Ors Vilardebó, design granadino. 
Em 3 de abril de 2008 receberam o prêmio de melhor disco nacional de rock alternativo de 2007 nos Premios de la Música, organizados pela Academia de las Artes y las Ciencias de la Música.

### Principios Básicos de Astronomía (2009)
Em julho de 2009 foi lançado o primeiro disco do grupo pela gravadora Octubre (sub-selo da Sony Music), a coletânea Principios Básicos de Astronomia (2009 Octubre/Sony Music) em edição dupla, CD e box composto por CD, DVD e um Comics no qual o  desenhista e ilustrador Juanjo Sáez interpreta 22 músicas do banda Los Planetas. O CD reúne 18 destes temas, incluindo o inédito “Soy un Pobre Granaíno (Colombiana)” enquanto que no DVD estão todos os videoclipes do grupo.
Em alguns dos shows do grupo realizados em 2009 o baixista Miguel López é substituído pelo baixo da banda Half Foot Outside, Israel Medina.

### Una ópera Egipcia (2010)
Em homenagem ao cantor Manolo Caracol, Los Planetas publicam em 8 de dezembro de 2009 o EP Cuatro Palos, com quatro canções, cada uma em um estilo diferente de flamenco. Com a capa desenhada, mais uma vez, por Daniel D’Ors Vilardebó, o disco serve de adiantamento para o oitavo álbum do grupo.
O título deste oitavo álbum é Una Ópera Egípcia (2010 Octubre Records). O disco recupera canções já publicadas pelo grupo e conta com a participação da banda La Bien Querida (em duas músicas), além de Enrique Morente; Antonio Arias (Lagartija Nick); David Rodríguez e Eloy Heredia. O desenho da capa do disco fica a cardo de Max, artitsta que dirigiu o videoclipe que divulgava o single do grupo “Y Además Es Imposible”.
O single (disponível somente para download) gravado com o a banda La Bien Querida, “No sé cómo te atreves”, serviu para divulgar  álbum. Em março de 2010 tocaram (junto com Amaral, Tom Carty, Nudozurdo e The Unfinished Sympathy) no festival South by Southwest (SXSX) (Austin, Texas, Estados Unidos), dentro do programa "Sounds from Spain" promovido pelo Instituto Español de Comercio Exterior.
Em 28 de abril de 2011 o disco recebeu o prêmio de “melhor disco espanhol de rock alternativo” de 2010 nos Premios de la Música, organizados pela Academia de las Artes y las Ciencias de la Música. Na formação oficial para apresentações ao vivo foi incorporado à banda Julián Méndez, antigo baixista e membro fundador do grupo Lori Meyers, baixista também do grupo paralelo de Florent e Banín, Los Invisibles.

### Zona temporalmente autónoma (2017)
Depois de publicarem Una Ópera Egipcia, o contrato com Sony terminou e até o ano 2017 não publicam um novo LP, embora em 2015 publicaram o EP Dobles Fatigas, pelo selo El Segell del Primavera.
No final de 2016, anúncia-se a data do primeiro singe do novo LP, publicado pelo selo da banda El Ejército Rojo, chamado Espíritu Olímpico, para o día 27 de janeiro. A 24 de fevereiro, publica-se o segundo single, Islamabad, canção psicodélica e com temática política e religiosa, inspirada na canção de trap Ready pa morir, do espanhol Yung Beef.
No dia 24 de março de 2017, publica-se o álbum Zona temporalmente autónoma, cujo título vem do manifesto anarquista de Hakim Bey (pseudônimo do escritor Peter Lamborn Wilson). Segundo Jota, o cantor dos Planetas: "o indie foi a única cultura de resistência nos anos 90. É um movimento que se organiza fora do circuito estabelecido pelas multinacionais. Evidentemente, é como uma zona autônoma temporária: quando o poder detecta a sua existência, absorve-o. Aconteceu na Inglaterra com os selos Rough Trade, Factory ou Creation. O curioso é que Espanha tenha sido o único país do mundo no que o indie se consolidou. Nos outros países, a cena alternativa aínda é marginal, enquanto por cá tem ocupado o espaço do mainstream.
Em outra entrevista, Jota declara que "há que construir esses espaços a partir das relações mais importantes, que são as sentimentais. Desde aí, tens de focalizar como queres que seja o mundo porque o capitalismo é un sistema que se basa na competência e que não permite o amor".

### Reedições em vinil
Em novembro de 2010 o selo discográfico de Jota, El Ejército Rojo, anuncia a edição, ao longo de 2011, de 500 cópias em vinil de Super 8, Pop, Una Semana en el Motor de un Autobús, Unidad de Desplazamiento, Encuentros con Entidades e Los planetas Contra la ley de la Gravedad. Todos os álbuns sob a licença da gravadora Sony Music na Espanha.

## Integrantes
Indica-se o nome completo de cada membro e todas as variantes que foram utilizadas nos créditos dos discos (destaca-se em negrito o nome mais habitual).
- Juan Ramón Rodríguez Cervilla / J Rodríguez / J / Jota: voz e guitarras.
- Florentino Muñoz Lozano / Florent Muñoz / Florent: guitarra.
- Ernesto Jiménez Linares / Eric Jiménez / Erik / Eric: bateria.
- Esteban Fraile Maldonado / Banin Fraile / Banin: teclados e guitarras.
- Julián Méndez Podadera / Julián Méndez / Julián: baixo.

## Discografia

### Álbuns
1. Super 8 (1994, RCA - BMG)
2. Pop (1996, RCA - BMG)
3. Una Semana en el Motor de un Autobús (1998, RCA - BMG)
4. Unidad de Desplazamiento (2000, RCA - BMG)
5. Encuentros con Entidades (2002, RCA - BMG)
6. Los Planetas Contra la Ley de la Gravedad (2004, RCA - BMG)
7. La leyenda del Espacio (2007, RCA - Sony BMG)
8. Una Ópera Egipcia (2010, Octubre - Sony Music)
9. Zona Temporalmente Autónoma (2017, El Ejército Rojo y El Volcán Música)

### Coletâneas
1. Canciones para una Orquesta Química. Singles y EP 1993 - 1999 (1999, RCA - BMG)
2. Singles 1993-2004. Todas sus caras A / Todas sus caras B (2005, RCA - BMG)
3. Principios Básicos de Astronomía (2009, Octubre - Sony Music)

### EP / Singles
| - Medusa EP (1993 Elefant Records) - Brigitte (1994, RCA - BMG) - Qué Puedo Hacer (1994, RCA - BMG) - Nuevas Sensaciones (1995, RCA - BMG) - Himno Generacional #83 (1996, RCA - BMG) - David y Claudia (1996, RCA - BMG) - Punk (1996, RCA - BMG) - Su Mapamundi, Gracias / Qué Puedo Hacer (1997, Acuarela Discos) - Segundo Premio (1998, RCA - BMG) - Cumpleaños Total (1998, RCA - BMG) - La Playa (1998, RCA - BMG) - ¡Dios Existe! El Rollo Mesiánico de Los Planetas (1999, RCA - BMG) - Pegado a Ti (1999, RCA - BMG) - Vas a Verme por la Tele (2000, RCA - BMG) | - Un Buen Día (2000, RCA - BMG) - Santos que Yo te Pinte (2001, RCA - BMG) - Maniobra de Evasión (2001, RCA - BMG) - Corrientes Circulares en el Tiempo (2002, RCA - BMG) - Pesadilla en el Parque de Atracciones (2002, RCA - BMG) - El Espíritu de la Navidad (2002, RCA - BMG) - El Artista Madridista (2003, RCA, BMG Ariola) - Los Planetas se Disuelven (2003, RCA - BMG) - Y además es imposible (2004, RCA - BMG) - No ardieras (2004, RCA - BMG) - Alegrías del Incendio (2007, RCA - Sony-BMG) - Soy un Pobre Granaíno (colombiana) (2009, Octubre - Sony Music) - Cuatro Palos (2009, Octubre - Sony Music) - No Sé Sómo te Atreves (2010, Octubre - Sony Music) |

## Curiosidades
Há diversas referências futebolísticas nas canções de Los Planetas, algumas delas geram bastante discussões entre os fãs. Na canção "Un Buen Día" (2000) a passagem "...y he leído en el Marca que se ha lesionado el niñato" especula-se que o jovem jogador (niñato) que se lesinou foi Raúl González na época jogador do Real Madrid. Em outro trecho "...y Mendieta ha marcado un gol realmente increíble" possivelmente seja de alguma boa atuação do jogador bilbaíno quando jogava no Valência.
Jota, Eric, Florent e Antonio Arias (vocalista do Lagartija Nick), formam em 2011 a banda Los Evangelistas, grupo em homenagem a Enrique Morente, o debut do novo grupo aconteceu em 18 de junho na quarta edição do festival Noche Blanca del Flamenco celebrado en Córdoba.